# Сен Марсел
Сен Марсѐл (на италиански и на френски: Saint-Marcel) е село и община в Северна Италия, автономен регион Вале д'Аоста. Разположено е на 625 m надморска височина. Населението на общината е 1262 души (към 2010 г.).